# Nabis

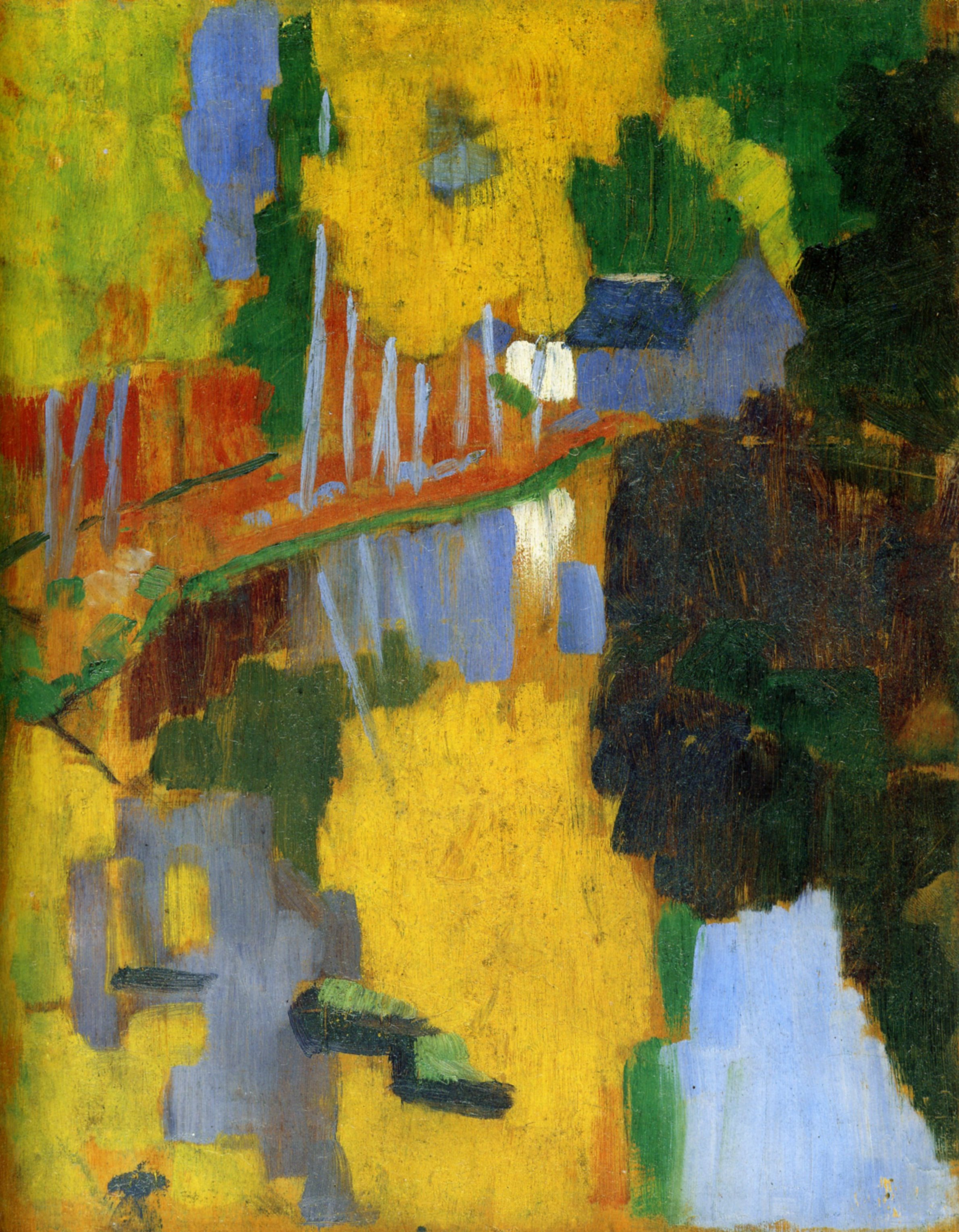
Sérusier: Talizmán (1888)

Francia posztimpresszionista csoportosulás 1888–1899 közt. Nevük a héber próféta szóból származik, amit először Paul Sérusier alkalmazott. Elsősorban Paul Gauguin, a trecento festészet és a japán művészet hatott rájuk. A polgári normák ellen lázadtak festői eszközökkel az ezoterika és idealizmus jegyében. A csoport később erős kapcsolatba került a katolicizmussal is. Síkszerű, derűs színkompozíciókat alkottak, kedvelt műfajuk az enteriőr. A csoport különösen sok plakátot és gobelint tervezett. Művészetük a posztimpresszionizmus zárófejezete, mely előrevetíti a szecessziót és az expresszionizmust is. Egyes művészettörténészek a szecessziónál tárgyalják őket.

## Tagok

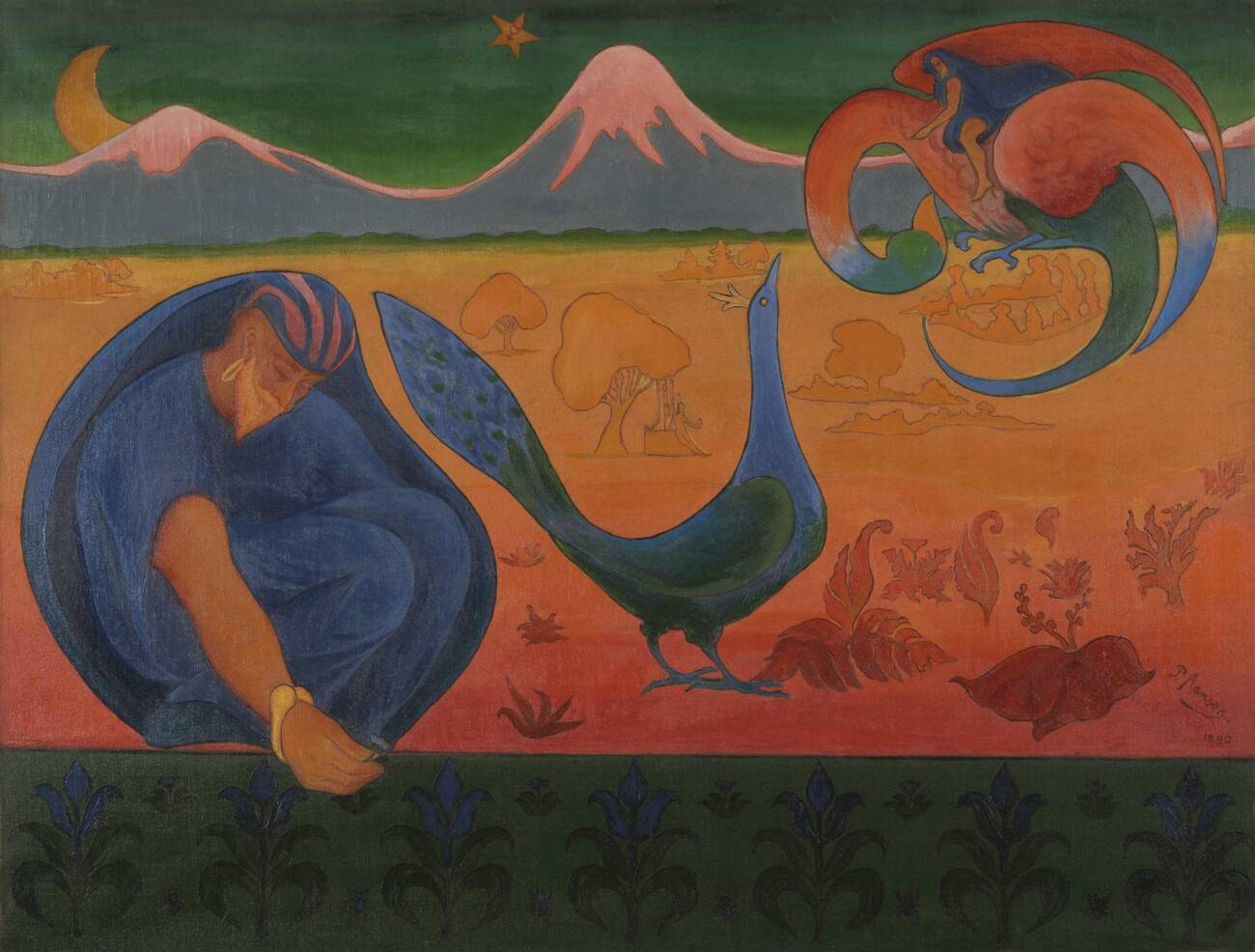
Ranson: Nabis tájkép (1890)

- Maurice Denis
- Pierre Bonnard
- Georges Lacombe
- Aristide Maillol
- Paul Elie Ranson
- Rippl-Rónai József
- Ker-Xavier Roussel
- Félix Vallotton
- Vaszary János
- Édouard Vuillard